# Confucius (geslacht)
Confucius is een geslacht van halfvleugelige insecten uit de familie van de dwergcicaden (Cicadellidae).
De wetenschappelijke naam is voor het eerst geldig gepubliceerd in 1907 door William Lucas Distant.
Het geslacht komt voor in het oriëntaals gebied en het oostelijk palearctisch gebied.
De typesoort is Confucius granulatus uit Hong Kong (China).

## Soorten[2]
- Confucius bituberculatus
- Confucius cameroni
- Confucius dispar
- Confucius granulatus
- Confucius maculatus
- Confucius ocellatus
- Confucius polemon
- Confucius zombana